# カプール
- 機動戦士ガンダムΖΖ > ネオ・ジオンの機動兵器 > カプール
- ∀ガンダム > ∀ガンダムの登場兵器 > カプール

カプール (CAPULE) は、テレビアニメ『機動戦士ガンダムΖΖ』および『機動戦士ガンダムUC』に登場する架空の有人式ロボット兵器。ネオ・ジオンの水陸両用モビルスーツ。
この項では『∀ガンダム』に登場するカプルについても記載する。

## デザイン
ラフデザインは出渕裕で、当初の名称は「ズパング」。出淵は「巨大なハロ」のイメージでデザインしたと語っている。クリンナップは佐山善則。『ΖΖ』の放送当時、型式番号はAMX-010とするものも多く見られたが、AMX-007と表記されたこともある。現在ではAMX-007にはガザEが存在するが、AMX-010はほかに存在しない。

## 設定解説
一年戦争時の水陸両用機ハイゴッグの発展型で、戦後アクシズへ逃げ延びたツィマッド社の技術者によって開発されたとも言われる。胸部を左右に収縮し、腕部を収納、脚部を折り畳んでほぼ球形の「水中航行形態」（「突撃進攻形態」とも呼ばれる）に変形することが可能。海のないアクシズで作られたという理由から、ネオ・ジオン軍と合流した旧ジオン公国軍残党の信頼は低く、彼らは連邦製のザク・マリナーの方を好んで使用したという。
武装・装備
原型機ゴッグでメガ粒子砲を装備している腹部にはソニックブラストを、さらに胸部には装甲が左右にスライドして現れるミサイルランチャーが8基装備されている。ジオン製水陸両用MSの伝統であるアイアンネイルは、ガンダリウム合金製の装甲をも貫通できた。
劇中での活躍
第24話で新型機として登場。ザク・マリナー部隊の隊長が搭乗しアーガマを攻撃するが、これは様子見だったようですぐに撤退している。次の出撃で隊長は旧式のザク・マリナーに乗り換え、カプールは彼らの雇った現地の漁師の少年タマンに預けられた（新型を民間人に預ける判断について隊員は疑問を呈していたが、隊長はアクシズが開発したこの機体を信用できないと説明）。戦闘中にジュドー・アーシタに説得されたタマンは我に返り、カプールを乗り捨てて自爆させ、妹のアヌと一緒に漁師に戻った。ソニックブラストやレーザーは使用する機会がなかった。
漫画『機動戦士ガンダムΖΖ外伝 ジオンの幻陽』では、フェアトン・ラーフ・アルギスの搭乗機であり、銀色に塗装されていた。また、宇宙空間でも運用された。数々の転戦をしたのち宇宙世紀0088年10月にエゥーゴによるアクシズ侵攻への防衛作戦に参加し、パイロットごと行方不明になっている。
小説『機動戦士ガンダムUC』ではニューギニアに潜伏していたジオン軍残党「シンブ根拠地隊」の機体が2機、トリントン基地襲撃に参加している。
アニメ版『機動戦士ガンダムUC』では、ジオン軍残党「カークス隊」の所属機がジュアッグと共にシャンブロの露払いとしてダカールに上陸。市街地で破壊活動を行ない、ジムII1機を擱座させるもネモのビームサーベルに貫かれ行動停止する。またトリントン湾岸基地襲撃へ参加した機体は、トリントン湾上陸時にアクア・ジムを撃破するものの、バイアラン・カスタムのメガ粒子砲によって撃破され残骸はゾゴックのブーメランカッターを防ぐ盾にされた。外伝漫画『『袖付き』の機付き長は詩詠う』の第3話ではダカール襲撃時の搭乗者チーシンの姿が描かれたほか、第7話ではダカール襲撃時に破壊されたチーシン機の残骸がジュアッグの残骸と共に海賊に回収され、無人で動く特攻兵器としてカークス隊基地攻撃に利用された。第8話では同機がカークス隊のテッセラ中尉に機能停止させられた後、崩落する基地から撤退を試みていた海賊たちの退路を塞ぐ形で転倒、それをカークス隊機と誤認して発砲した海賊たちを巻き添えにして爆発した。
『ガンダム Gのレコンギスタ』においては、旧世紀のモビルスーツの一つとして退色したままの姿で保管されていた。

## カプル
アニメ『∀ガンダム』に登場するイングレッサ・ミリシャのMS。
アメリア大陸イングレッサ領ビシニティ近郊のアーク山にあるマウンテンサイクルから発掘された機体。
外見は『機動戦士ガンダムΖΖ』に登場したカプールと類似するが、機体は小型化され動きも異なる。また、コクピットはリニアシートであるものの、全天周モニターは採用しない。
カプール同様に変形も可能で、水中でその真価を発揮するが、『∀ガンダム』の時代の人間は当初はそれに気付くことはなく、もっぱら陸戦用の兵器として使用された。また、宇宙戦も行っている。
名称はコンソールのデータベースから判読されたものとなる。なお、ディアナ・カウンター側からは「ボール」と呼ばれた。
武装
データ上はオリジナル機同様、レーザービームやソニックブラストを装備しているが、劇中では使用していない。実体弾のハンドガンや自走式高射砲は、ミリシャでの発掘後に新たに追加された武装である。マニピュレーターは爪状のため、手持ちオプションの互換性は低いが、劇中終盤ではガンダム・ハンマーなども使用していた。また、ミサイルポッドは肝心のミサイルがないために無用の長物だが、ソシエ機やコレン機ではロケット弾を搭載していた。福井晴敏の小説『月に繭 地には果実』では、手榴弾として用いる爆薬入りの樽や高射砲の砲弾を収納するスペースとして活用されていた。
デザイン
『∀ガンダム』に登場させたのは、「『ΖΖ』当時に発売されなかったカプールのプラモデルが欲しいから」というスタッフの個人的な欲求による。設定資料は新規に描き起されたボルジャーノンやズサンとは異なり、カプールの画稿をトレースし、部分的にディテールを省略したものが採用された。しかし、プラモデル「モビルカプル」ではカプール用の画稿を基に設計されたため、本編でのカプルとは若干細部が異なっているほか、劇中でも細部がカプールのままのカプルも登場している。カプルは設定上の大きさが異なり、「モビルカプル」はこれに基づいた小さなキットとなっている。
機体色も薄緑色へ変更されたため、デザイナーの出渕裕は「色がハロと同じになった」と喜んだ。
劇中での活躍
ボルジャーノン同様地球側の主力として運用された。飛行機乗り程度の操縦技術があれば動かすことが可能であったらしく、ソシエとメシェーが発掘後すぐに乗機にした。ディアナ・カウンター（主にフィル・アッカマン）には「ボール人形」と呼ばれ、作中序盤ではよく戦闘時にウォドムに足蹴にされていた。
代表的なパイロットはソシエ・ハイムやメシェー・クンだが、かなりの数が出土したらしく多数のミリシャ兵が搭乗し、戦闘を行っている（第15話・第22話・第25話などで確認できる）。
ユニークな行動が多く見られ、特にソシエ機はボルジャーノンバズーカで敵機に殴りかかったり、ハイパー・ハンマーを振り回したり、コケに足を取られて転んだり、崖の上やギャロップのハッチで膝を抱えて座り込んだりしている。メシェーも訓練時に訓練兵たちに準備体操をさせるなど、変わった行動が見られた。
上記のほか、腕部をクレーンなどに換装して発掘作業などに従事させた機体も登場した。
曽我篤士画の漫画版では、∀ガンダムとスモ―を射出するために月の運河をマスドライバーとして利用しようとしたさい、運河の魚や鯨や海豚を別の場所へ移動させるためにカプルが使われ、そのさいにカプルが水陸両用のMSだと知り、それまでそのことを知らずに陸戦で使用していたソシエとメシェーは苦笑いしている。

### カプル（作業用）
両腕が作業用クレーンとなったカプル。移動式作業台として従事する。

### コレン・ナンダー専用カプル
コレン・ナンダー軍曹専用のカプル。名称の「コレンカプル」については第49話でポゥ・エイジがそう発言しているほか、メモリアルボックスIの解説書のカプルの項目にも「コレン・ナンダー専用のコレンカプル」との記述がある。コレンがディアナ・ソレルのもとへ帰参した際には、ハリー・オードからのMSスモーの提供を断り、ミリシャで使用していたカプルをもとにポゥら上官に強引に手伝わせ、一晩で改造した機体である。
赤い塗装のほか、頭部には指揮官機を示す角が付いている。右腕にウォドムの巨大な手首が追加されており、ロケットパンチとして打ち出すことが可能である。また、右腕にはかつてコレンがイーゲルに持たせていたミンチ・ドリルも携帯する。
作中ではミンチ・ドリルでメリーベルのバンデットを撃墜し、∀ガンダムとターンXの戦いに介入しようとするものの、暴走する月光蝶に機体をバラバラにされ、コレンは死亡した。
小説『月に繭 地には果実』ではソシエ機の描写として、父の仇を討つ復讐の意図をもって赤く塗装されていたという記述がある。ときた洸一の漫画版では、ときたの「遊び」により本機ではなくガンダムアスクレプオスが登場している。

## その他
以下の機体が、バンプレストのコンピュータRPG『ヒーロー戦記 プロジェクト オリュンポス』に登場した。いずれも水陸両用MSである。
カプールMk-II
カプールの強化型で、外見に差違はないものの全体的に能力が向上している。
カプールヴォーゲ
カプールMk-IIの強化型で、外見に差違は無いものの全体的に能力が向上している。ヴォーゲとはドイツ語で「大波」を意味する。